# Зайченко, Юрий Петрович
Юрий Петрович Зайченко (род. 4 апреля 1942, Киев) — украинский ученый в области автоматических систем управления. Доктор технических наук (1981), профессор (1983). Академик АН Украины с 1995 года. Заведующий отделением Второго высшего и последипломного образования в «КПИ». Лауреат Государственной премии Украины (2011).

## Биография
Юрий Петрович Зайченко родился 4 апреля 1942 года в Киеве. В 1965 году окончил КПИ. После окончания института остался в нём работать, где и работает до нынешнего времени. С 1983 по 1990 год работал заведующим кафедрой автоматизации теплоэнергетических процессов.
С 2001 года — декан Института прикладного системного анализа «КПИ».

## Семья
- Мать — Нина Гудкова.

По образования акушерка. Во время оккупации Киева в годы войны работала директором детского дома (здание располагалось на углу улиц Лабораторной и ПредславинскойМ). Мемориальный центр истории Холокоста «Яд Вашем» и государство Израиль за спасение евреев в годы Холокоста вручил Нине награду «Праведница Бабьего Яра и Праведница народов мира». На медали нанесена фраза «Тот, кто спасает одну жизнь, спасает мир».
- Дочь — Елена. Преподаватель Национального технического университета Украины «Киевский политехнический институт имени Игоря Сикорского»

## Награды
- Государственная премия Украины в области науки и техники 2011 года за цикл научных работ «Конструктивная теория моделирования, анализа и оптимизации систем с неполными данными и её применения» (в составе коллектива).
- Лауреат Награды Ярослава Мудрого АН ВШ Украины (2007).

## Публикации
- Зайченко Ю. П. Аналіз багатокритеріальної задачі оптимізації інвестицийного портфеля на основі прогнозування прибутковості акцій / Зайченко Ю. П., Сидорук І. А. // Вісник НТУУ «КПІ». Інформатика, управління та обчислювальна техніка : збірник наукових праць. — 2015. — Вип. 62. — С. 79-88. — Бібліогр.: 7 назв.
- Ови Нафас Агаи аг Гамиш. Анализ финансового состояния и прогнозирование риска банкротства банков / Ови Нафас Агаи аг Гамиш, Ю. П. Зайченко, О. С. Войтенко // Системні дослідження та інформаційні технології : міжнародний науково-технічний журнал. — 2015. — № 2. — С. 59-74. — Бібліогр.: 4 назв.
- Дьяконова С. В. Подход к решению задачи автоматизированного обнаружения зданий на спутниковых изображениях / Дьяконова С. В., Зайченко Ю. П. // Вісник НТУУ «КПІ». Інформатика, управління та обчислювальна техніка : збірник наукових праць. — 2013. — Вип. 58. — С. 51-55. — Бібліогр.: 8 назв.
- Надеран Э. Подход к разработке системы распознавания рукописных математических выражений вводимых в ЭВМ в режиме реального времени / Надеран Э., Зайченко Ю. П. // Вісник НТУУ «КПІ». Інформатика, управління та обчислювальна техніка : збірник наукових праць. — 2013. — Вип. 58. — С. 56-60. — Бібліогр.: 8 назв.
- Дьяконова С. В. Анализ методов сегментации спутниковых изображений / С. В. Дьяконова, Ю. П. Зайченко // Вісник НТУУ «КПІ». Інформатика, управління та обчислювальна техніка : збірник наукових праць. — 2012. — № 57. — С. 118—123. — Бібліогр.: 9 назв.
- Згуровский М. З. Комплексный анализ риска банкротства корпораций в условиях неопределенности. Часть 1 / М. З. Згуровский, Ю. П. Зайченко // Системні дослідження та інформаційні технології : науково-технічний журнал. — 2012. — № 1. — С. 113—128. — Бібліогр.: 6 назв.
- Згуровский М. З.Комплексный анализ риска банкротства корпораций в условиях неопределенности. Часть 2 / М. З. Згуровский, Ю. П. Зайченко // Системні дослідження та інформаційні технології : науково-технічний журнал. — 2012. — № 2. — С. 111—124. — Бібліогр.: 7 назв.
- Зайченко Ю. П. Исследование двойственной задачи оптимизации инвестиционного портфеля в нечетких условиях / Ю. П. Зайченко, Ови Нафас Агаи Аг Гамиш // Системні дослідження та інформаційні технології : науково-технічний журнал. — 2011. — № 3. — С. 63-76. — Бібліогр.: 3 назви.
- Зайченко Ю. П. Применение нечеткого классификатора NEFClass к задаче распознавания зданий на спутниковых изображениях сверхвысокого разрешения / Ю. П. Зайченко, С. В. Дьяконова // Вісник НТУУ «КПІ». Інформатика, управління та обчислювальна техніка : збірник наукових праць. — 2011. — № 54. — С. 31-35. — Бібліогр.: 4 назви.
- Зайченко Ю. П. Структурный анализ рукописных математических выражений / Ю. П. Зайченко, Е. Надеран // Вісник НТУУ «КПІ». Інформатика, управління та обчислювальна техніка : збірник наукових праць. — 2011. — № 54. — С. 12-17. — Бібліогр.: 7 назв.
- Зайченко Ю. П. Удосконалення методу оптимізації нечіткого фондового портфелю з новими функціями ризику / Ю. П. Зайченко, М. О. Мурга // Вісник НТУУ «КПІ». Інформатика, управління та обчислювальна техніка : збірник наукових праць. — 2011. — № 54. — С. 54-63. — Бібліогр.: 8 назв.
- Зайченко Е. Ю. Инструментальный комплекс алгоритмов и программ оптимального проектирования сетей с технологией MPLS / Е. Ю Зайченко, Ю. П. Зайченко, А. Н. Лавринчук // Вісник НТУУ «КПІ». Інформатика, управління та обчислювальна техніка : збірник наукових праць. — 2010. — № 52. — С. 64-70. — Бібліогр.: 6 назв.
- Зайченко Ю. П. Оценка кредитных банковских рисков с использованием нечеткой логики / Ю. П. Зайченко // Системні дослідження та інформаційні технології : науково-технічний журнал. — 2010. — № 2. — С. 37-54. — Бібліогр.: 2 назв.
- Зайченко Ю. П. Анализ модели оптимизации нечеткого портфеля / Ю. П. Зайченко, Малихех Есфандиярфард, Ови Нафа Агаи Аг Гамиш // Вісник НТУУ «КПІ». Інформатика, управління та обчислювальна техніка : збірник наукових праць. — 2009. — № 51. — С. 201—207. — Бібліогр.: 4 назви.
- Зайченко Ю. П. Исследование нечетких нейронных сетей в задачах распознавания объектов электрооптических изображений / Ю. П. Зайченко, И. М. Петросюк, М. C. Ярошенко // Системні дослідження та інформаційні технології : науково-технічний журнал. — 2009. — № 4. — С. 61-76. — Бібліогр.: 8 назв.
- Зайченко Ю. П. Применение методов комплексирования аналогов и нечеткой логики для прогнозирования биржевых индексов / Ю. П. Зайченко, А. В. Басараб // Вісник НТУУ «КПІ». Інформатика, управління та обчислювальна техніка : збірник наукових праць. — 2009. — № 51. — С. 216—220. — Бібліогр.: 6 назв.
- Зайченко Ю. П. Сравнительный анализ двух методов прогнозирования загрязнения воздушного бассейна / Ю. П. Зайченко, В. А. Лабжинский // Вісник НТУУ «КПІ». Інформатика, управління та обчислювальна техніка : збірник наукових праць. — 2009. — № 50. — С. 49-55. — Бібліогр.: 13 назв.
- Зайченко Ю. П. Сравнительный анализ методов оценки риска банкротства предприятий / Ю. П. Зайченко, С. В. Рогоза, В. А. Столбунов // Системні дослідження та інформаційні технології : науково-технічний журнал. — 2009. — № 3. — С. 7-20. — Бібліогр.: 6 назв.
- Зайченко Ю. П. Метод вирішення задачі аналізу ситуацій системою підтримки прийняття рішення для прогнозування / Ю. П. Зайченко, М. Ю. Медін // Вісник НТУУ «КПІ». Інформатика, управління та обчислювальна техніка : збірник наукових праць. — 2008. — № 48. — С. 89-93. — Бібліогр.: 4 назв.
- Зайченко Ю. П. Применение систем на нечёткой логике к задаче медицинской диагностики / Ю. П. Зайченко, Н. А. Мурга // Вісник НТУУ «КПІ». Інформатика, управління та обчислювальна техніка : збірник наукових праць. — 2008. — № 49. — С. 14-23. — Бібліогр.: 3 назви.
- Зайченко Ю. П. Анализ инвестиционного портфеля на основе прогнозирования курсов акций / Ю. П. Зайченко, Малихех Есфандиярфард // Вісник НТУУ «КПІ». Інформатика, управління та обчислювальна техніка : збірник наукових праць. — 2007. — № 47. — С. 168—179. — Бібліогр.: 7 назв.
- Зайченко Ю. П. Нечеткие методы кластерного анализа в задачах автоматической классификации в экономике / Ю. П. Зайченко, М. А. Гончар // Вісник НТУУ «КПІ». Інформатика, управління та обчислювальна техніка : збірник наукових праць. — 2007. — № 47. — С. 197—204. — Бібліогр.: 2 назви.
- Zaychenko Yu. Problem of fuzzy portfolio optimization and its solution with application of forecasting methods / Yuri Zaychenko, Inna Sidoruk // Системні дослідження та інформаційні технології : міжнародний науково-технічний журнал. — 2016. — № 1. — С. 85-98. — Бібліогр.: 10 назв.
- Модели и методы принятия решений в нечетких условиях / М. З. Згуровский, Ю. П. Зайченко. — Наукова Думка . К.; 2011. — 275 с.
- Основы вычислительного интеллекта / М. З. Згуровский, Ю. П. Зайченко // Изд. Наукова думка, 2013. — 408с.
- Ю. П. Зайченко Теорія прийняття рішень: підручник . — НТУУ КПІ, 2014. — 412 с.
- Сравнительный анализ методов прогнозирования макроэкономических показателей Украины / Ю. П. Зайченко, А. С. Гасанов // Системні дослідження та інформаційні технології . — № 1 . — 2013 . — С. 67-79.
- DIRECT AND DUAL PROBLEM OF INVE STMENT PORTFOLIO OPTIMIZATION UNDER UNCERTAINTY / Yuri. Zaychenko, Inna. Sydoruk // International Journal Information Technologies & Knowledge Volume 8, Number 3, 2014.
- Yuri Zaychenko Ovi Nafas Aghaei Agh Ghamish (Iran), Yuriy Zaychenko Comparative Analysis of Methods of Banks Bankruptcy Risk Forecasting under Uncertainty. International Journal of Engineering and Innovative Technology (IJEIT). Volume 4, Issue 5, February 2015.
- CONSTRUCTING AN OPTIMAL INVESTMENT PORTFOLIO BY USING FUZZY SETS THEORY / Yuri. Zaychenko, Inna. Sydoruk // International Journal «Information Theories and Applications». — Vol. 22. — Number 1. — 2015. — pp. 50-69
- Banks Financial State Analysis and Bankruptcy Forecasting / Ovi Nafas Aghaei Agh Ghamish (Iran), Yuriy Zaychenko, Olga Voitenko // International Journal of Engineering and Innovative Technology (IJEIT) . — Volume 4. — Issue 6. December 2014.
- MPLS NETWORK STRUCTURAL SYNTHESIS WITH APPLICATION OF MODIFIED GENETIC ALGORITHM / Yuriy Zaychenko, Helen Zaychenko // International Journal Information Content and Processing. — Volume 1. — Number 1. — 2014. — pp. 73-78.
- Анализ финансового состояния и прогнозирование риска банкротства банков / Ови Нафас Аги аг Гамиш, Зайченко Ю. П., О. Войтенко // Системні дослідження та інформаційні технології. — № 2, 2015. — с. 58-72.
- Zgurovsky M.Z., Zaychenko Y.P. The Fundamentals of Computational Intelligence: System Approach. Springer International Publishing Switzerland, 2016. — 375 p.
- Zgurovsky M.Z., Zaychenko Y.P. Big Data: Conceptual Analysis and Applications. Springer International Publishing Switzerland, 2019. — 277 p.